# Lion-en-Sullias

Lion-en-Sullias este o comună în departamentul Loiret din centrul Franței. În 1 ianuarie 2022 avea o populație de 386 de locuitori.